# Franciszek Krasiński (1525–1577)
Franciszek Krasiński herbu Ślepowron (ur. 10 kwietnia 1525 prawdopodobnie we wsi Krasne, zm. 16 marca 1577 w Bodzentynie) – biskup krakowski 1572–1577, podkanclerzy koronny od 1568 lub 1569 do 1572 lub 1574, od 1560 sekretarz królewski, prepozyt płockiej kapituły katedralnej w latach 1568–1574, archidiakon kaliski, kanonik płockiej kapituły katedralnej.

## Rodzina
Franciszek był synem zmarłego w 1546 Jana Krasińskiego, stolnika ciechanowskiego i Katarzyny (określanej mianem: Mrokowska z Murowanego Mniszewa lub pochodzącej z pieczętującej się Lubiczem rodziny Miszewskich). Był bratem m.in.: sekretarza królewskiego i archidiakona krakowskiego Stanisława, sędziego ziemskiego ciechanowskiego Andrzeja, kanonika krakowskiego i kustosza kruszwickiego Mikołaja oraz kasztelana sierpeckiego Wojciecha. Stryj m.in. syna Wojciecha podkomorzego różańskiego Mikołaja oraz synów Andrzeja: sekretarza królewskiego Jana Andrzeja, kasztelana ciechanowskiego Franciszka oraz wojewody płockiego Stanisława. W przypadku swoich bratanków (synów Andrzeja) był ich protektorem dzięki niemu odebrali oni staranne wykształcenie humanistyczne. Był także krewnym prymasa Mikołaja Dzierzgowskiego, u którego pełnił funkcję sekretarza.

## Studia
Kształcił się początkowo w Zgorzelcu, a następnie studiował w Wittenberdze i w Krakowie, a później we Włoszech: w Bolonii i Rzymie. Na początku lat 50. XVI wieku uzyskał we Włoszech stopień doktora obojga praw.

## Kariera duchowna i państwowa
W 1555 mianowany kanonikiem krakowskim, w 1556 kanonikiem gnieźnieńskim. W 1560 został sekretarzem króla Zygmunta Augusta. Uczestniczył w synodzie w Warszawie w 1561 roku jako przedstawiciel kapituły gnieźnieńskiej. Posłował m.in. do Wiednia, gdzie na dworze cesarskim przebywał jako ambasador w latach 1565–1568. Od tego objął urząd podkanclerzego koronnego (sprawował go do 1572). Krasiński, kierując jako podkanclerzy kancelarią królewską, wywierał wielki wpływ na sprawy państwowe, w szczególności rozwinął żywą działalność przy dojściu do skutku unii lubelskiej w r. 1569. Równocześnie, w latach 1568–1574 był prepozytem kapituły płockiej, a po śmierci w 1569 Jana Makowieckiego objął także godność archidiakona warszawskiego i prepozyta łomżyńskiego, które pełnił najpewniej do 1572. Był sygnatariuszem aktu unii lubelskiej 1569 roku.

## Biskup krakowski
2 czerwca 1572 otrzymał prowizję papieską na biskupstwo krakowskie, którego ster objął 10 lipca 1572. Przez pierwsze dwa lata (do 1574) łączył ją z funkcją prepozyta kapituły płockiej. Krytykował papieską inkwizycję oraz postanowienia soboru trydenckiego. Tolerancyjny dla innowierców. Wbrew naciskom nuncjatury i całego episkopatu był jedynym polskim biskupem, który podpisał akt konfederacji warszawskiej, akt o wolności sumienia w r. 1573, legalizujący swobodę wyznania w Polsce, dającą formalne uprawnienia protestantyzmowi. Tym aktem naraził się na falę krytyki i oburzenia, został upomniany przez kapitułę krakowską za swoje postępowanie i wezwany, aby w sprawach dotyczących wiary wykazywać większą stanowczość. Jako biskup krakowski wydał statuty porządkujące działalność kapituły krakowskiej, popierał rozwój i działalność instytucji charytatywnych (tzw. "banków pobożnych") oraz rozwój osadnictwa na terenach biskupiego "Państwa Muszyńskiego". Chory na gruźlicę często przebywał na zamku biskupów krakowskich w Bodzentynie. Tam zmarł i zgodnie z ostatnią wolą został pochowany w bodzentyńskim kościele parafialnym, gdzie do dziś istnieje jego pomnik pochodzący z warsztatu Hieronima Canavesiego.
Był uczestnikiem zjazdu w Knyszynie 31 sierpnia 1572 roku. W 1573 roku potwierdził elekcję Henryka III Walezego na króla Polski. Był uczestnikiem zjazdu w Stężycy w 1575 roku. W 1575 roku podpisał elekcję cesarza Maksymiliana II Habsburga.